# الیتسا و استویان
الیتسا و استویان (به انگلیسی: Elitsa & Stoyan) گروه موسیقی بلغارستانی است.
آن ها در مسابقه آواز یوروویژن ۲۰۰۷ و مسابقه آواز یوروویژن ۲۰۱۳ نماینده بلغارستان بودند.